# هاوا إيسومان
هاوا إيسومان (بالإنجليزية: Hawa Essuman)‏ (مواليد 1980 م)، هُو مُخرج أفلام كيني.

## وصلات خارجية
- هاوا إيسومان على موقع IMDb (الإنجليزية)
- هاوا إيسومان على موقع ألو سيني (الفرنسية)
- هاوا إيسومان على موقع أول موفي (الإنجليزية)
- هاوا إيسومان على موقع قاعدة بيانات الأفلام السويدية (السويدية)
- هاوا إيسومان على موقع قاعدة بيانات الفيلم (الإنجليزية)
- هاوا إيسومان على موقع كينوبويسك (الروسية)